# Landesamt für Geologie, Rohstoffe und Bergbau

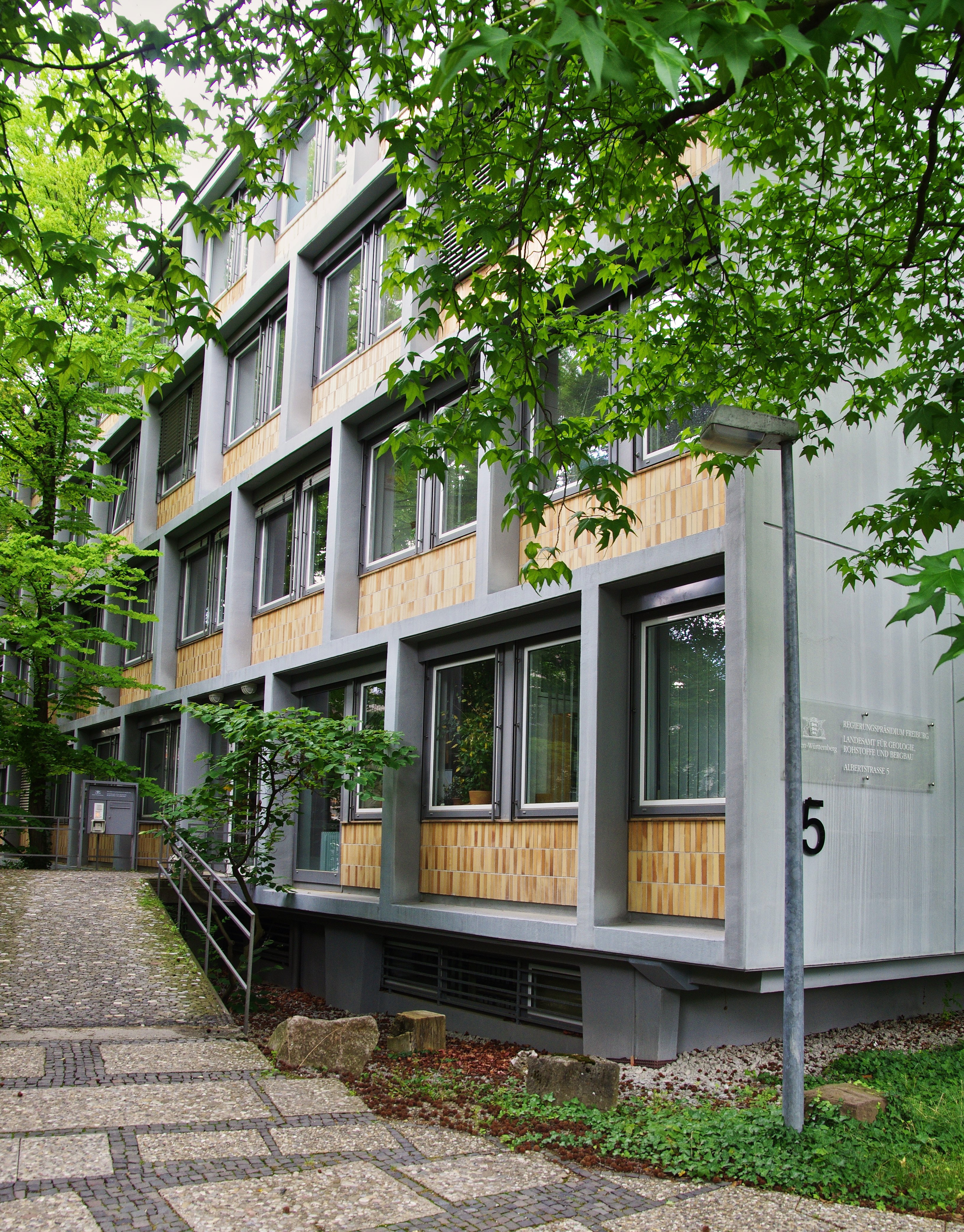
Hauptgebäude des LGRB, Freiburg

Das Landesamt für Geologie, Rohstoffe und Bergbau (LGRB) ist die zentrale geowissenschaftliche und bergbauliche Behörde (Bergbehörde) des Landes Baden-Württemberg.

## LGRB
1832 wurde der badische Ministerialbeamte und Verwaltungsjurist Wilhelm Ludwig Dietz im Zuge einer Reorganisation des Forstwesens im Großherzogtum Baden zum Direktor der neu geschaffenen Landesbehörde Vereinigten Forsten und Bergwerke berufen, die die zahlreichen Bergwerke in Schwarzwald und Odenwald wie auch die badische Oberforstdirektion, die in diesem Schritt zu einer Mittelbehörde wurde, beaufsichtigte. Nachfolger nach seinem Tod 1837 wurde der Ministerialbeamte Gustav Adolph von Rutschmann.
Im Jahre 1888 wurde Harry Rosenbusch zum Direktor der Großherzoglichen Badischen Geologischen Landesanstalt ernannt. Als erste Landesgeologen berief er Adolf Sauer (1852–1932) und Ferdinand Schalch. Bis zum Zweiten Weltkrieg waren Carl Schnarrenberger und Walter Hasemann Direktoren.
Das LGRB wurde im Juli 1998 durch Zusammenlegung der Landesoberbehörden Geologisches Landesamt (GLA) mit dem Landesbergamt (LBA) gebildet. Seit Inkrafttreten der baden-württembergischen Verwaltungsreform zum 1. Januar 2005 ist das LGRB eine Abteilung im Regierungspräsidium Freiburg. Als Abteilung 9 nimmt es eine Sonderstellung ein und ist neben dem Regierungsbezirk Freiburg auch für die Regierungsbezirke Karlsruhe, Stuttgart und Tübingen zuständig.
Das Landesamt erhebt, dokumentiert, verarbeitet und bewertet Daten über den geologischen Untergrund Baden-Württembergs einschließlich des Grundwassers und der mineralischen Rohstoffe. Die Informationen werden Staat, Wissenschaft, Wirtschaft und Bürgern zur Verfügung gestellt.
Das Amt hat seinen Sitz in Freiburg im Breisgau in drei Gebäuden. Neben dem Hauptgebäude sind weitere Bereiche in einem 1896 als Mannschaftsgebäude der Erbgroßherzog-Friedrich-Kaserne errichteten Gebäude untergebracht, das zwischen März 2008 und Februar 2010 umgebaut und saniert wurde.

## Dienst-/Nebengebäude

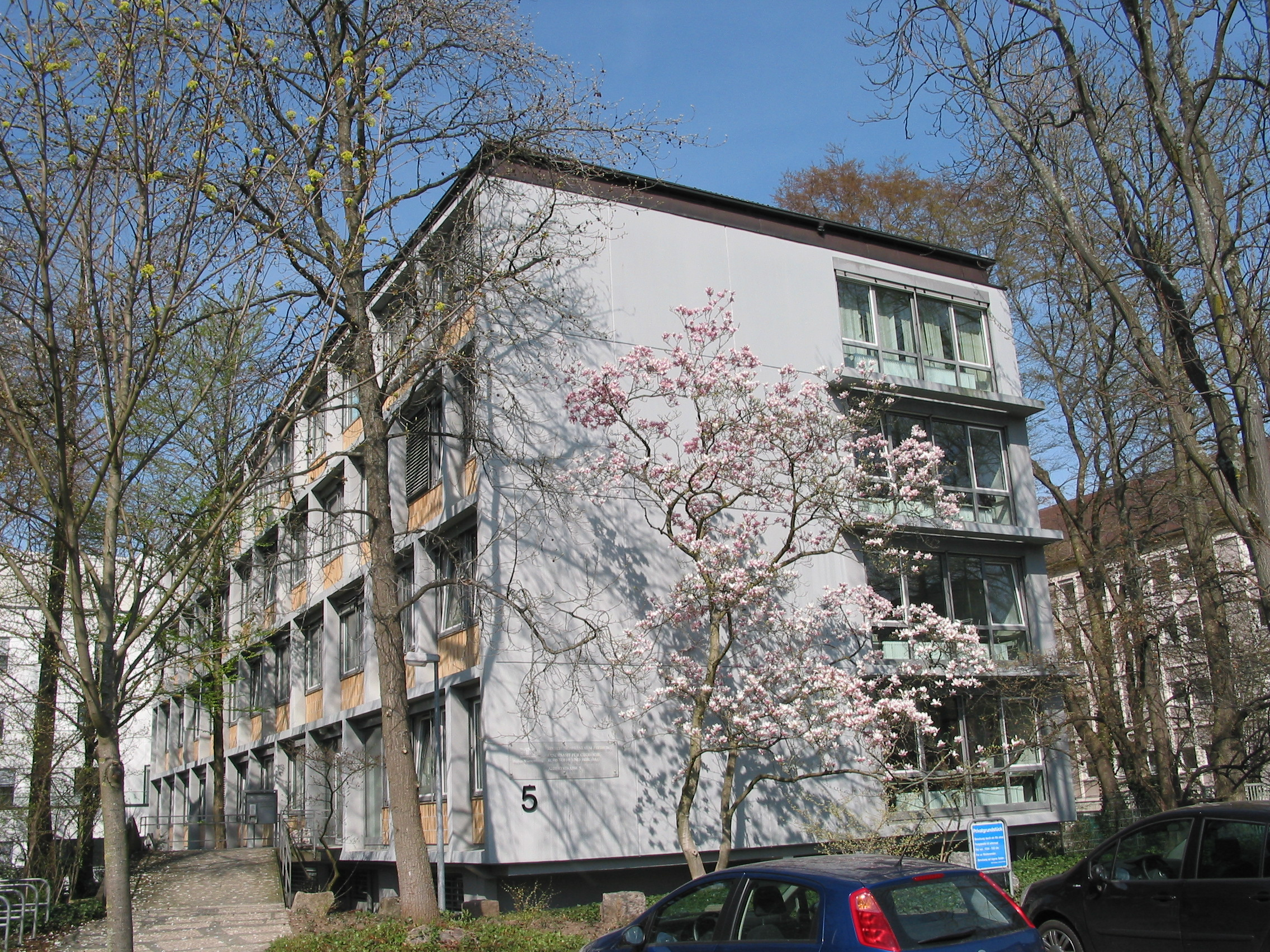
Freiburg, Albertstr. 5
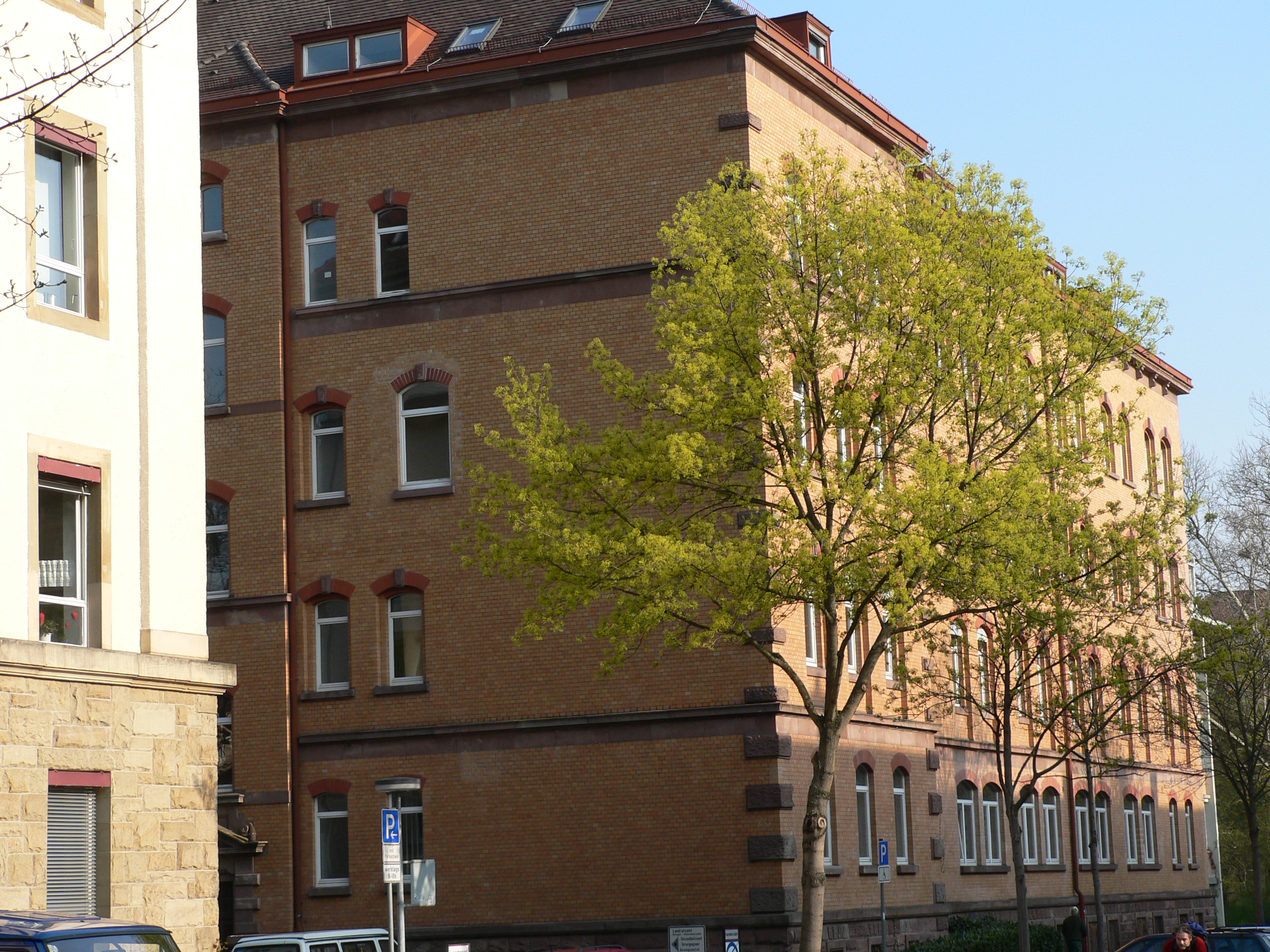
Freiburg, Sautierstr. 26
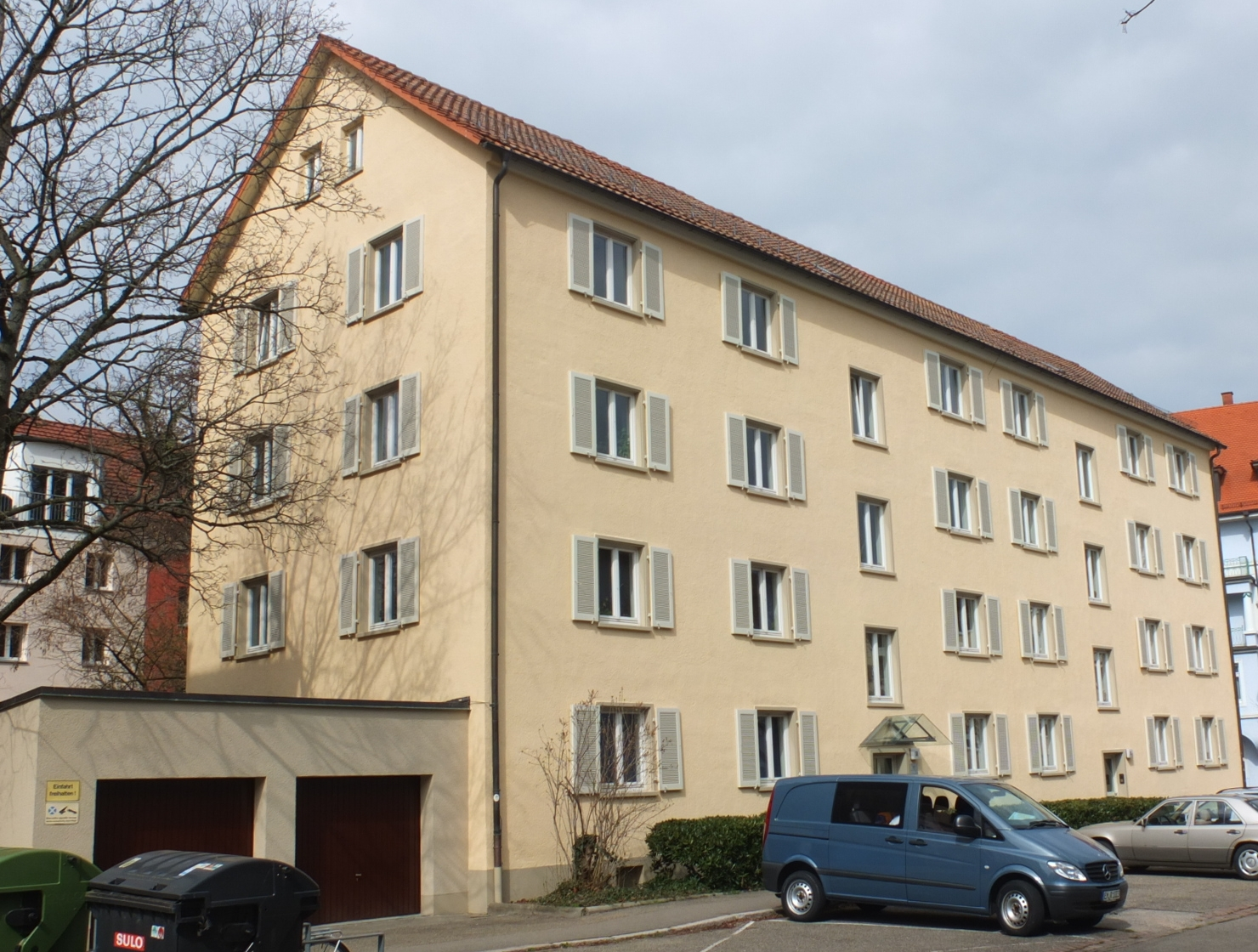
Freiburg, Sautierstr. 36
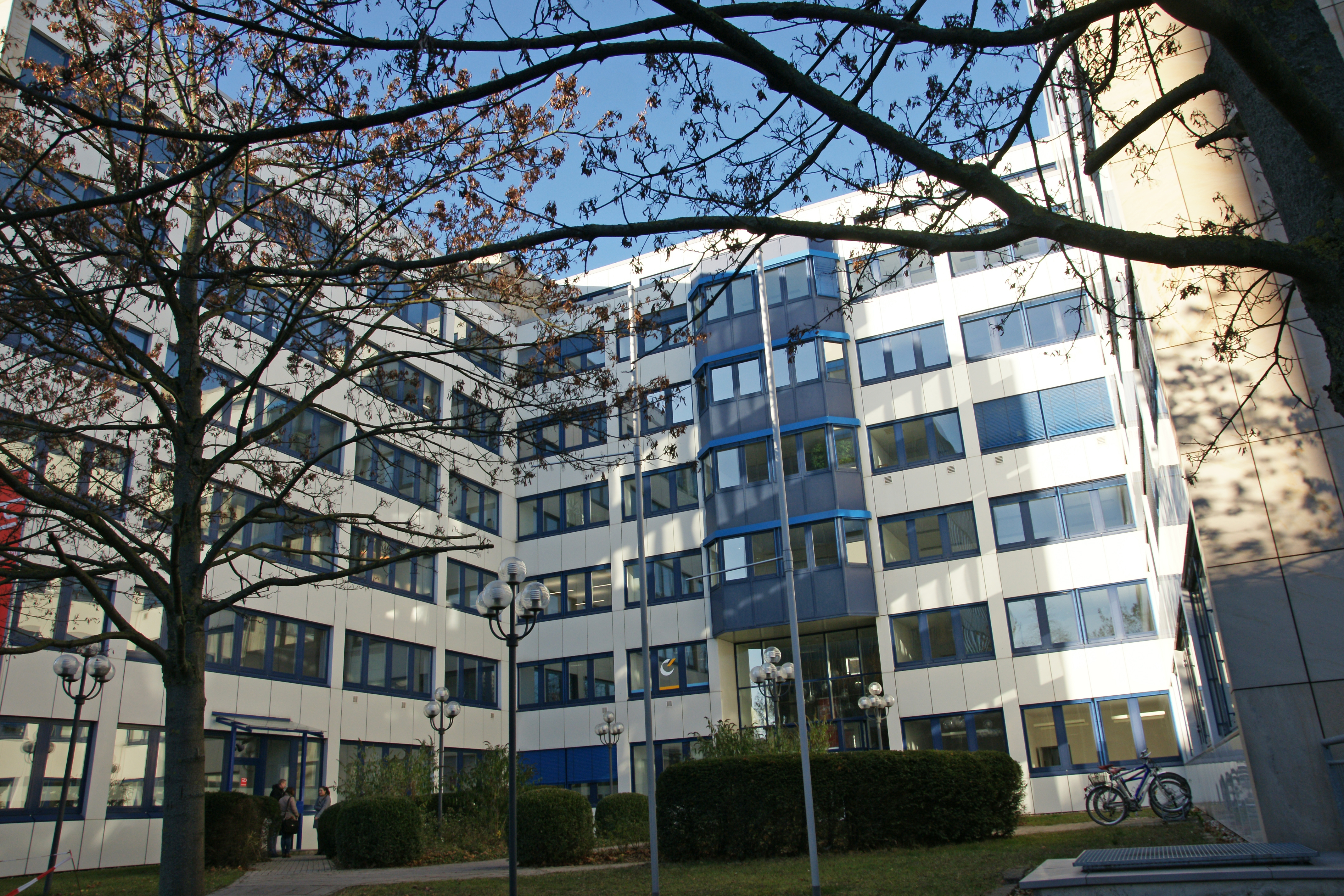
Stuttgart, Ruppmannstr. 21

Im Dienstgebäude Sauterierstr. 26 befinden sich folgende zentrale Einrichtungen des LGRB:
- die wissenschaftliche Spezialbibliothek[3]. Sie ist im Südwestdeutschen Bibliotheksverbund (SWB) mit dem Sigel (Kennung im Bibl.System): FREI 48 recherchierbar[4][5]. Es handelt sich um einen Präsenzbestand von ca. 9000[6] Monographien, Zeitschriften usw. der über das SWB-System abrufbar ist[7].
- das geowissenschaftliche Labor[8]. Es werden Untersuchungen von Gesteinen, Böden und Grundwasser durchgeführt.
- das Bohrkernarchiv und die mineralogisch-petrographische Sammlung[9].

## Organigramm
Die Aufgaben des LGRB sind auf 8 Fach-Referate verteilt:
- Referat 91 Geowissenschaftliches Landesservicezentrum
- Referat 92 Landesgeologie
- Referat 93 Landesbodenkunde
- Referat 94 Landeshydrogeologie und -geothermie
- Referat 95 Landesingenieurgeologie
- Referat 96 Landesrohstoffgeologie
- Referat 97 Landesbergdirektion (LBD)
- Referat 98 Landeserdbebendienst (LED)

## Amtsleitung
Präsidenten und Präsidentinnen des GLA/LGRB seit 1952:
- 1952–1975 Franz Kirchheimer
- 1975–1982 Kurt Sauer
- 1982–1991 Bernhard Damm
- 1992–2001 Horst Schneider
- 2001–2006 Bernhard Stribrny
  - von 2005 bis 2006 Präsident der Bundesanstalt für Geowissenschaften und Rohstoffe
- 2006–2016 Ralph Watzel
  - seit 2016 Präsident[10] der Bundesanstalt für Geowissenschaften und Rohstoffe
- 2016–2024 Jörg-Detlef Eckhardt[11]
- seit 2024 Birgit Kimmig[12]